# グルーポ・グローボ
グルーポ・グローボ（Grupo Globo）は、リオデジャネイロに本拠を置くブラジルの民間マスメディア複合企業である。
1925年にイリネウ・マリーニョによって設立され、ラテンアメリカ最大のメディア・グループであり、世界最大のメディア複合企業の1つである。

## 資産

### テレビ

#### 無料放送テレビ
- ヘジ・グローボ
- カナル・フトゥーラ

#### ケーブルテレビ
- ビス
- カナル・オフ
- コンバテ
- グロボニュース
- グロオブ
- グロビーニョ
- GNT
- メガピクス
- モド・ヴィアージェン
- マルチショー
- プレイボーイ・テレビ
- プレミア
- ヘジ・テレシネ
  - テレシネ・アクション
  - テレシネ・カルト
  - テレシネ・ファン
  - テレシネ・ピポカ
  - テレシネ・プレミアム
  - テレシネ・タッチ
- セックスエクストリーム
- セクシー・ホット
- スポーツTV
  - スポーツTV 2
  - スポーツTV 3
  - スポーツTV 4
  - スポーツTV 5
- スポーツTVプラス
- ヴィーナス
- ビバ
- NBCユニバーサル・インターナショナル・ネットワークス・ブラジル（コムキャスト / NBCユニバーサルとの合弁会社）
  - ユニバーサルTV
  - スタジオ・ユニバーサル
  - ドリームワークス
- テー・ベー・グローボ・インターナショナル

### ラジオ
- システマ・グロボ・デ・ラジオ
  - BH FM
  - セントラル・ブラジレイラ・デ・ノティシアス
  - ラジオ・グロボ
  - サウンド

### インターネット
- Globo.com
  - G1
  - Ge.globo
  - Gshow

### 出版
- エディトラ・グローボ
- インフォグロボ
  - エクストラ
  - オー・グロボ
  - バロール・エコノミコ

### 他社
- グロボ・フィルメス
- グロボプレイ

### 旧資産
- ソム・リーヴル
- スカイ・ブラジル
- ザップ・ビバ・リアル・グループ